# Tlacapillachihualoyan
Tlacapillachihualoyan (del náhuatl: Tlācapillachihualōyān ‘Lugar donde son engengrados los hijos de los hombres’‘Tlāca - Hombre, pilli - hijo, chihua- Hacer o engendrar, yan - en o lugar’)en la mitología mexica es el lugar donde son creados los hijos de los hombres o el lugar donde son creados los dioses. El taller sagrado donde Ometecuhtli y Omecíhuatl crearían la semilla de la vida. Hasta allí se dirigieron Quetzalcóatl y su hermano Huitzilopochtli, era ese lugar un punto en el infinito, formado de nebulosas azuladas, allí era el lugar oculto de los dioses duales, en donde estaba la influencia y el calor con que se engendrarían todas las cosas por crear.
Al crear la semilla de la vida, esta era enviada al vientre de la madre para su procreación.